# Gernand Philipp von Schwalbach

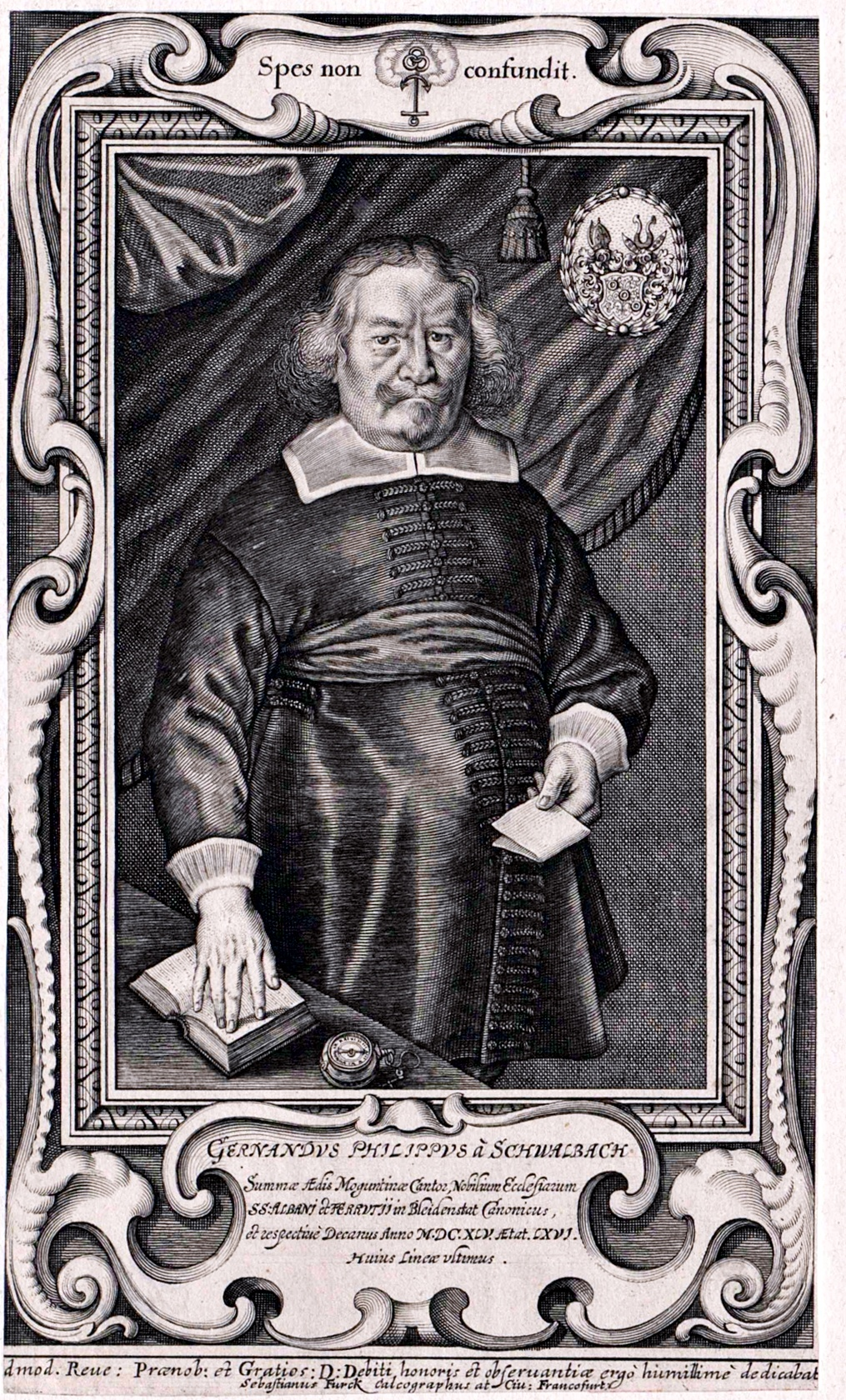
Gernand Philipp von Schwalbach im Alter von 66 Jahren als Domkantor in Mainz; Kupferstich von Sebastian Furck, 1645

Gernand Philipp oder Philipp Gernant von Schwalbach, fälschlich auch Bernard Philipp, Reinhardt Philipp u. ä. (* 1579 vermutlich auf Gut Plausdorf; † 5. Januarjul. / 15. Januar 1647greg. in Mainz) war ein kurmainzischer, fürstäbtlich fuldischer, fürstbischöflich würzburgischer und kaiserlicher Rat sowie Amtmann in Amorbach, Mackenzell und Haselstein, Dechant in Bleidenstadt und Propst in Heiligenstadt.

## Leben
Gernand Philipp von Schwalbach entstammte dem Adelsgeschlecht der Herren von Schwalbach aus Schwalbach (heute ein Ortsteil der Gemeinde Schöffengrund) südlich von Wetzlar. Er war ein Sohn des Rittmeisters Konrad [Adam] von Schwalbach „mit den Ringen“ (* um 1530/35; † 1598) und der Eva Roth von Burg-Schwalbach († nach 1579). Ein Bruder von ihm war Hans Ludwig von Schwalbach († nach 1603), der als Fähnrich starb. Die Schwester Anna von Schwalbach heiratete Johann Melchior von Morsheim.
Gernand Philipps von Schwalbach Vater und dessen Brüder Gernand von Schwalbach (1545–1601) und Gerhardt von Schwalbach waren von Hessen, Isenburg-Büdingen und Nassau-Saarbrücken mit dem dreiherrischen Dorf Vollnkirchen bei Hüttenberg belehnt. 1571 wurde Konrad von Schwalbach als Nachfolger seines Vaters Peter von Schwalbach († 1570) – der den Besitz als Amtmann des Amtes Amöneburg bereits 1560 erhalten hatte – von Kurmainz mit dem an der Klein gelegenen Gut (Mühle mit Wirtschaftsgebäuden) Plausdorf „uffem Giffendorf“ (bei Amöneburg) belehnt, wo er sich 1578 als „wohnhaftig“ bezeichnete. 1583 baute er das Anwesen um.
1589 bis 1592 (in der Classis prima) ist Philipp Gernand von Schwalbach als Schüler an der lutherischen Lateinschule Weilburg unter dem Rektor Michael Schweicker (* um 1550; † nach 1602) in der Residenzstadt des Grafen Albrecht von Nassau-Weilburg belegt. Mit der Familie seines dortigen Mitschülers Johann Schweikhard d. J. von Sickingen (* um 1575/80; † 1625) zu Ebernburg, der um 1620 ebenfalls zum Katholizismus übertrat, war er auch später noch befreundet. Nach dem Tod ihres Vaters Konrad von Schwalbach 1598 fungierte ihr Onkel, der kurmainzische Rat Gernand von Schwalbach, als Vormund für die Kinder seines Bruders.

### Kurmainzischer Rat und Amtmann
1611 wurde Philipp Gernand von Schwalbach unter Erzbischof Johann Schweikhard von Cronberg als Kurmainzer Rat zum Amtmann zu Amorbach bestellt. Sein Vorgänger dort von 1571 bis 1611 war Hans Heinrich von Heusenstamm († 1615), ein Bruder seiner Großmutter Katharina von Heusenstamm († 1564). 1612 nahm er als Amtmann von Amorbach und Rat im Gefolge des Mainzer Erzbischof an der Krönungsfeier für Kaiser Matthias in Frankfurt am Main und 1613 am Reichstag in Regensburg teil.

### Fürstäbtlich fuldischer Rat, Hofmarschall, Oberschultheiß und Amtmann
Philipp Gernand von Schwalbach ist ab 1614 auch als fuldischer Rat, Hofmarschall und Oberschultheiß in Fulda des Fürstabtes Johann Friedrich von Schwalbach (reg. 1606–1622) bezeugt.
Er war seit 1615 Vormund eines Kindes († 1616) von Lukas Forstmeister zu Gelnhausen († 1614) aus dessen erster Ehe (⚭ 1586) mit Kunigunde von Schwalbach († 1593/98), einer Tochter des Reinhard von Schwalbach und der Felicitas von Helmstatt, und von dessen Halbgeschwistern. 1617 wurde er Mitvormund über die Kinder Kaspar Gernand († nach 1627) und Anna Ursula von Schwalbach (1612–1649) des Wolf Adam von Schwalbach († 1617) auf Haseleck (Hasselheck) und seiner Frau (⚭ 1610) Anna Juliana von Eltz (* 1588; † nach 1648). 1627 stellen Gernand Philipp von Schwalbach und die anderen Vormünder für ihr Mündel Kaspar Gernand von Schwalbach einen Lehnsrevers gegen Landgraf Georg II. von Hessen-Darmstadt für einen Anteil am Dorf Vollnkirchen aus. Als Vormund wurde Gernand Philipp von Schwalbach mit den von Johann von Bergen († 1577/81) zu Essershausen überkommenen ehemaligen Lehen des Hochstiftes Worms belehnt, die an seine Mündel von Schwalbach gekommen waren: der Burg und dem Kirchsatz zu Essershausen, ½ Zehnten zu Ernsthausen und Lützendorf, dem Zehnten zu Laimbach, zu Mengerskirchen sowie Gütern zu Ernsthausen und Essershausen. 1625 war er auch Vormund von Jost Christoph, Philipp Konrad und Johann Pleickard (* um 1619; † 1694) Gans von Otzberg.
1616 besiegelte Gernand Philipp von Schwalbach in Fulda einen Hauskauf des Fuldaer Reiterhauptmanns Johann von Schwalbach. 1617 suchte Gernand Philipp von Schwalbach beim Rat der Stadt Frankfurt am Main um Erlaubnis zum Bestand einer Behausung nach. Als kurmainzischer und fuldischer Rat, Marschall, Oberschultheiß in Fulda führte er 1618 einen Prozess gegen Johann Dietrich von Rosenbach (1581–1656), den kurmainzischen Amtmann in Amöneburg, wegen Erledigung der Vormundschaft Forstmeister zu Gelnhausen. 1618/19 verkaufte Gernand Philipp von Schwalbach das adelige Familien-Gut Plausdorf mit allen Freiheiten, Nutzungen und Gerechtigkeiten an Melchior III. von und zu Lehrbach (1581–1647).
Marschall Gernand Philipp von Schwalbach wurde zu Beginn des Dreißigjährigen Krieges von der Fürstabtei Fulda zu verschiedenen Bundes- und Ständetagen der Katholischen  Liga abgeordnet: nach Mainz 1620, Augsburg im März 1621, Regensburg im März/April 1623, Augsburg im April/Mai 1624 oder Würzburg im März 1627. Im Februar 1629 waren er und sein ehemaliger Weilburger Mitschüler Bernhard Wilhelm von Schwalbach († 1639), Propst von Zella und Kloster Neuenberg, die fuldischen Gesandten des Fürstabtes Johann Bernhard Schenk zu Schweinsberg (reg. 1623–1632) auf dem Bundestag der Liga in Heidelberg.
1625/26 war Gernand Philipp von Schwalbach fuldischer Amtmann von Mackenzell und Haselstein und erhielt als solcher die lebenslange Nutznießung des zur Propstei Johannesberg des Stifts Fulda gehörigen Zehnten zu Massenheim. 1626 bis 1637 besaß der fuldische Hofmarschall Philipp Gernand (Bernard) von Schwalbach den Komplex des dreistöckigen Scharfensteiner Hofs in Mainz in der Kapuzinerstraße 16 (alte Nr. A 31) und der Bocksstraße (heute: Scharfensteiner Straße), den er für 2600 Gulden von Johann Christoph und Wolf Philipp Hund von Saulheim erworben hatte und an den kurmainzischen Amtmann zu Amöneburg Heinrich Reinhard von Buseck († 1638) weiterverkaufte. Wegen Verbindlichkeiten der mit ihm verwandtschaftlich verbundenen Walderdorff ließ Gernand Philipp von Schwalbach in den 1630er Jahren deren Gefälle (Einnahmen) zu Ober-Rosbach mit Arrest belegen.
Im Auftrag der Reichsritterschaft Rhein und Wetterau reiste Gernand Philipp von Schwalbach 1629 an den Kaiserhof in Prag. 1630 wurde Gernand Philipp von Schwalbach der Titel eines kaiserlichen Rates verliehen. Georg Glebe aus Fulda in der Buchonia und Johann Melchior Rohland aus Erfurt widmeten ihm aus diesem Anlass ihre juristische Dissertationsschrift, die an der Universität Erfurt unter dem Professor Henning Rennemann (1567–1646) entstand. 1631 bis 1634 war das Hochstift Fulda von schwedischen bzw. verbündeten hessischen Truppen besetzt und der Fürstabt nach Köln geflohen.

### Fürstbischöflich würzburgischer Rat
Nach dem Abzug der Schweden 1634/35 hielt Gernand Philipp von Schwalbach sich als „Röm. Kay. Mayt., auch Chur undt Fürstlicher Maynzischer, Würzburgischer und Fuldischer Rath“ 1636 in Würzburg auf und arbeitete in der dortigen Kanzlei des Bischofs Franz von Hatzfeld-Gleichen (1596–1642). Im Februar versuchte er in Marburg, einen Vertrag zwischen Franz und Melchior von Hatzfeld-Gleichen (1593–1658) mit Landgraf Georg II. von Hessen-Darmstadt (1605–1661) zu vermitteln, um den Brüdern wieder den Besitz ihres Stammsitzes Burg Hatzfeld zu verschaffen.
Im selben Jahr starb am 10. Dezemberjul. / 20. Dezember 1636greg. seine Frau Anna Agnes, für die er in der Julius-Spital-Kirche St. Kilian in Würzburg ein Grabmal errichten ließ.

### Eintritt in den geistlichen Stand als Mainzer Domherr
Nachdem er im weltlichen Stand Witwer geworden war (in statu saeculari viduus factus), wurde Gernandus Philippus de Schvvalbach 1637 im Alter von 58 Jahren Nachfolger des Jakob Samson Kranz von Geispolzheim († 1636) als Mainzer Domherr. Er bat sogleich um die Übertragung eines vakanten Priester-Kanonikats. Die fuldische und würzburgische Bestallung als Rat gab er auf.
Erzbischof Anselm Casimir Wambolt von Umstadt (1579–1647) verlieh Gernand Philipp von Schwalbach 1538 das durch den Tod von Philipp von Maul genannt Meuchen vakant gewordene Kanonikat im Ritterstift St. Ferrutius in Bleidenstadt. Das Kapitel von St. Ferrutius, dessen Dechant Gernand Philipp von Schwalbach wurde, residierte zu dieser Zeit im Stift St. Alban in Mainz. 1640 wurde Gernand Philipp von Schwalbach zum Mainzer Domkantor gewählt. 1643/45 bezeichnet er sich außerdem als Kanoniker von St. Alban und Propst des Stiftes St. Martin in Heiligenstadt.
1639/40 gehörten Gernand Philipp von Schwalbach und der Kurmainzer Hofrat Johann Peter Malstetter zu einer Kommission des Mainzer Erzbischofs Anselm Casimir, die im Auftrag von Kaiser Ferdinand III. eine neue Judenordnung für die Stadt Worms erarbeiten sollte.
1642 bemühte sich Gernand Philipp von Schwalbach als „Röm. Kayserl. Majestät Rath, und Chur-Fürstl. Mayntz. Geheimer Rath“ beim Rat der Stadt Frankfurt am Main um die Belehnung mit 3 Hufen Acker, 22 Morgen Wiese und einer Hofstatt im Dorf „Pfraunheim“. Wegen dieser Schwalbachschen Reichslehen in Praunheim und Holzhausen war nach einem vormundschaftlichen Verkauf der Güter im Jahre 1622 bereits seit langem ein Prozess mit dem Bankier Johann von Bodeck (1555–1631) und seinen Erben anhängig.
Gernand Philipp von Schwalbach und der Kurkölner und kurmainzische Rat Lic. Thomas Dussel waren als Vertreter des Mainzer Reichserzkanzlers am 10. Dezemberjul. / 20. Dezember 1642greg. unter den Zeugen im Römer, als einige brüchig gewordene Seidenfäden des Frankfurter Exemplars der Goldenen Bulle unter notarieller Aufsicht erstmals restauriert wurden. Gernand Philipp von Schwalbach war anschließend 1643 bis 1645 kurmainzischer Gesandter auf dem Frankfurter Deputationstag. Der französische Diplomat François Cazet, sieur de Vautorte (1607–1654) berichtete im Januar 1647, dass sich von Schwalbach Hoffnungen auf die Nachfolge von Anselm Casimir Wambolt von Umstadt als Mainzer Erzbischof gemacht hatte, jedoch inzwischen verstorben sei.
Gernand Philipp von Schwalbach starb an einem Schlaganfall. Der Wortlaut seiner Grabinschrift im Mainzer Dom mit den Ahnenwappen Schwalbach, Roth von Burgschwalbach, Heusenstamm und Stein mit der Rose ist erhalten. Nach seinem Tod fiel der Zehnte zu Massenheim, den er als Nutznießer erhalten hatte, an das Stift Fulda und dessen Propstei Johannesberg zurück, da er der letzte männliche Agnat seines Stammes war. Bis zu seinem Tod war Gernand Philipp von Schwalbach Inhaber der Pfarrei Eschborn; sein Nachfolger wurde Hugo Vogt († nach 1657), Domherr am Kollegiatstift St. Bartholomäus in Frankfurt.
Sein Wahlspruch lautete Spes non confundit (= „Hoffnung lässt nicht zu Schanden werden“; nach Röm 5,5 ).
Philipp Gernand von Schwalbach wird gelegentlich verwechselt dem leiningisch-dagsburgischen Rat und Hofmeister Philipp-Reinhard von Schwalbach († 1646).

### Familie

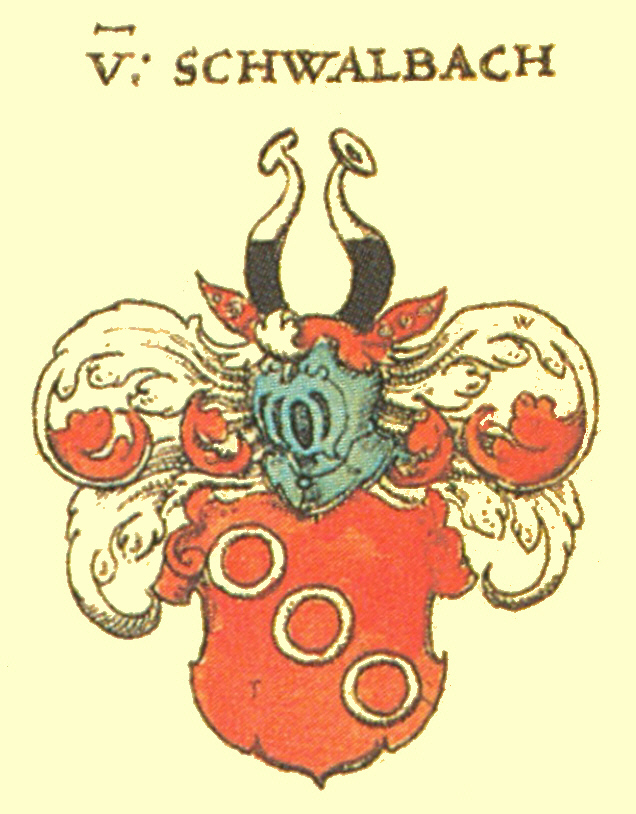
Wappen der Familie von Schwalbach, nach Johann Siebmacher, 1605

Gernant Philipps von Schwalbach „Hausfrau“ Agneß war 1615 in Fulda Patin der Tochter Barbara Agnes eines Johann von Schwalbach, vielleicht einer natürlichen Tochter des Fürstabtes selbst. Mitpatin war Barbara Schenk von Schweinsberg (1584–1638), Ehefrau des Marburger Hofrichters Eitel von Berlepsch (1577–1625). Philipp Gernand von Schwalbach war verheiratet mit Anna Agnes Riedesel von Bellersheim (1587–1636). Seine Tochter Maria Russina (Rosina) von Schwalbach († 1698) heiratete 1660 Johann von Nordeck zur Rabenau-Odenhausen (1621–1686).
Gernand Philipp von Riedt († 1710) zu Heddernheim, Bassenheim und Geisenheim, Sohn von Andreas Jost von Riedt († 1640) und Anna Margreth Kettig von Bassenheim, Bruder des Mainzer Domkapitulars Georg Anton von Riedt (1642–1718, resigniert 1680) und Neffe des Mainzer Domherren Emmerich Heinrich von Riedt († 1626), ist vermutlich ein Patenkind von Gernandt Philipp von Schwalbach gewesen.
Ein Gernand Philipp Winckes erscheint 1698 in Mombach als Vater eines Täuflings; angesichts des seltenen Vornamens und der räumlichen Nähe dürfte ebenfalls eine Beziehung zu Gernand Philipp von Schwalbach bestanden haben.

## Varia
In der Sakristei des Mainzer Doms befand sich ein rotes Pluviale. An dessen Rückenschild hing eine silberne vergoldete Kugel, auf der „Gernandus Philippus a Schwalbach Cantor Mog. MDCXLVII (= 1647)“ stand, vermutlich ein testamentarisches Legat.

## Werke
- Gernandt [Philipp] von Schwalbach: Denkschrift; Marburg, 5. Februar 1636. In: Wilhelm Nebel: Etwas über die adelige Familie von Hatzfeld. In: Archiv für Hessische Geschichte und Alterthumskunde 6 (1851), S. 159–166 (Google-Books)
- Gernand (Bernhard) Philipp von Schwalbach: Memoriale, 1642. In: Von dem ex Capite Amnestiae & Gravaminum, nach Maasgebung des Westphälischen Frieden-Schlusses abzutretenden Flecken Holtzhausen. In: Anton Faber: Europäische Staats-Cantzley, Bd. XCI. Weber, Nürnberg 1747, S. 680–744, bes. S. 699–701 (Google-Books)
- Gernandus Philippus à Schuvalbach: In Laudem Autoris, & operis. In: Johann Philipp von Vorburg:[64] Ex Historia Romano-Germanica Primitiae, Bd. I. Nikolaus Bencard, Johann Friedrich Weiß, Frankfurt am Main / Würzburg 1643/45 (Digitalisat der Bayerischen Staatsbibliothek München), (Google-Books)